# Луиза фон Анхалт-Десау (1631–1680)
Луиза фон Анхалт-Десау (на немски: Luise von Anhalt-Dessau; * 10 февруари 1631, Десау; † 25 април 1680, Олава/Олау) от род Аскани, е немска принцеса от Анхалт-Десау и чрез женитба херцогиня на Легница/Лигница, Бриг, Волов/Волау и Олава (1672 – 1680).

## Живот
Дъщеря е на княз Йохан Казимир фон Анхалт-Десау (1596 – 1660) и първата му съпруга ландграфиня Агнес фон Хесен-Касел (1606 – 1650), дъщеря на ландграф Мориц фон Хесен-Касел (1572 – 1632) и първата му съпруга Юлиана фон Насау-Диленбург (1587 – 1643). Баща ѝ Йохан Казимир се жени втори път през 1651 г. в Десау за братовчедката си София Маргарета фон Анхалт-Бернбург (1615 – 1673). Сестра е на княз Йохан Георг II фон Анхалт-Десау.
Луиза се омъжва на 14 ноември 1648 г. в Десау за херцог Кристиан фон Лигница-Бриг (1618 – 1672) от Силезийските Пясти, син на херцог Йохан Кристиан фон Бриг (1591 – 1639) и маркграфиня на Доротея Сибила фон Бранденбург (1590 – 1625) от род Хоенцолерн. Нейният съпруг Кристиан умира на 28 февруари 1672 г. и Луиза поема опекунството и регентството до 14 март 1675 г. за синът им Георг Вилхелм († 21 ноември 1675). Тя получава според завещание херцогството Олава като вдовишка резиденция.
През 1677 г. в Легница Луиза строи княжеска гробница на фамилията от Силезийските Пясти.
Тя умира на 25 април 1680 г. на 49 години в Олава/Олау и е погребана в църквата „Св. Хедвиг“ до съпруга си в Легница/Лигница.

## Деца
Луиза фон Анхалт-Десау и херцог Кристиан фон Лигница-Бриг имат четири деца:
- Каролина/Шарлота (* 2 декември 1652, Бриг; † 24 декември 1707, Вроцлав), последна херцогиня от тази фамилия, омъжена тайно на 14 юли 1672 г. в дворец Бриг (развод 1680) за херцог Фридрих фон Шлезвиг-Холщайн-Зондербург-Визенбург (* 2 февруари 1651; † 7 октомври 1724)
- Лудвика/Луиза (* 28 юли 1657, Олава; † 6 февруари 1660, Олава)
- Георг Вилхелм (* 29 септември 1660, дворец Олау; † 21 ноември 1675, дворец Бриг), херцог на Лигница, Бриг и Волау (1672 – 1675), последен от тази фамилия
- Кристиан Лудвиг (* 15 януари 1664; † 27 февруари 1664)